# Intersystems DPS-1
Intersystems DPS-1 (DPS-1) је професионални рачунар, производ фирме Intersystems који је почео да се израђује у САД током 1979. године.
Користио је Z80, Z8000, 8080, 8086 као централни микропроцесор а RAM меморија рачунара DPS-1 је имала капацитет од 8 KB до 256 KB. 
Као оперативни систем кориштен је CP/M, Unix.

## Детаљни подаци
Детаљнији подаци о рачунару DPS-1 су дати у табели испод.
|                       |                                       |
| [ 1 ]                 |                                       |
| Произвођач            |                                       |
| Тип                   | професионални рачунар                 |
| Меморија              | 8 до 256 KB                           |
| Поријекло             | Сједињене Америчке Државе             |
| Година                | 1979                                  |
| Тастатура             | зависно од коришћеног видео терминала |
| Процесор              |                                       |
| Фреквенција процесора | 4                                     |
| RAM                   | 8 до 256 KB                           |
| ROM                   | 2 (монитор)                           |
| Текст                 | обично 80x25                          |
| Графика               |                                       |
| Боја                  |                                       |
| Звук                  | нема                                  |
| Димензије             | непознато                             |
| Портови               |                                       |
| Оперативни систем     |                                       |